# 斯特蘭奈斯主教座堂
斯特蘭奈斯主教座堂（瑞典語：Strängnäs domkyrka）是位於瑞典城市斯特蘭奈斯的一座主教座堂。斯特蘭奈斯主教座堂是瑞典信義會斯特蘭奈斯教區的主教座堂。斯特蘭奈斯主教座堂是一座哥德式風格建築。